# J-Tull Dot Com
J-Tull Dot Com — двадцятий студійний альбом англійської групи Jethro Tull, який був випущений 23 серпня 1999 року.

## Композиції
1. Spiral — 3:50
2. Dot Com — 4:25
3. AWOL — 5:19
4. Nothing @ All — 0:56
5. Wicked Windows — 4:40
6. Hunt by Numbers — 4:00
7. Hot Mango Flush — 3:49
8. El Niño — 4:40
9. Black Mamba — 5:00
10. Mango Surprise — 1:14
11. Bends Like a Willow — 4:53
12. Far Alaska — 4:06
13. The Dog-Ear Years — 3:34
14. A Gift of Roses — 3:54

## Учасники запису
- Мартін Барр — гітара
- Ян Андерсон — гітара, вокал
- Джонатан Нойс — бас-гітара
- Андрій Гіддінгс — клавіші
- Доун Перрі — барабани